# سوليفان ستابليتون
سوليفان ستابليتون (بالإنجليزية: Sullivan Stapleton)‏ هو ممثل أسترالي، ولد في 14 يونيو 1977 في أستراليا. بدأ مشواره المهني سنة 1985.

## أعمال

### أفلام
- (2007) المدانون
- (2010) مملكة الحيوان
- (2013) فرقة العصابات[4]
- (2014)  نهوض إمبراطورية[5][6][7][8]

### مسلسلات
- نقطة عمياء

## وصلات خارجية
- سوليفان ستابليتون على موقع IMDb (الإنجليزية)
- سوليفان ستابليتون على موقع روتن توميتوز (الإنجليزية)
- سوليفان ستابليتون على موقع ألو سيني (الفرنسية)
- سوليفان ستابليتون على موقع قاعدة بيانات الفيلم (الإنجليزية)